# إمسني
إمسني (Emesene) هو برنامج مراسلة فورية مصمم للعمل مع شبكة Passport. NET التابعة لشركة مايكروسوفت، وهو برنامج حر مفتوح المصدر.

## التطوير
إمسني هو برنامج متعدد المنصات يعمل على نظم التشغيل لينكس وأيضا مايكروسوفت ويندوز، وكتب باستعمال لغة بايثون وطور باستعمال GTK+ وأيضا pyGTK وpyCairo.

## المزايا
النسخة الأخيرة من إمسني هي 1.0.1 وهي متوافقة مع النسخة الأخيرة من ويندوز لايف ماسنجر، ويملك إمسني العديد من المزايا أهمها:
- مراسلة متخفية Offline Messanging.
- الرسائل الخاصة.
- دعم نقل الملفات.
- دعم كاميرا الويب (استقبال فقط - جاري التطوير).
- دعم الألسنة عند الحديث لأكثر من جهة اتصال.
- التنبيه بالاهتزاز.
- مكتبة إضافات غنية (إضافة إمسني بلس، إضافة يوتيوب، إضافة last.fm وغيرها).
- دعم بأكثر من 16 لغة من بينها اللغة العربية.
- الرد التلقائي في حالة الغياب Auto-Reply.

و العديد من الخيارات الأخرى المتوفرة في توثيق البرنامج.

## وصلات خارجية
- إمسني على موقع SourceForge (الإنجليزية)
- موقع إمسني الرسمي.
- صفحة إمسني في سورسفورج.نت.